# Come Undone
«Come Undone» — второй сингл из седьмого по счёту студийного альбома The Wedding Album британской рок-группы Duran Duran и 24-й в дискографии группы. Сингл был выпущен 29 марта 1993 года и так же, как и выпущенная ранее «Ordinary World», имел большой успех по обе стороны Атлантики (13-е место в UK Singles Chart и 7-е в Billboard Hot 100).

## О сингле
«Come Undone» представляет собой медленную атмосферную меланхоличную композицию в жанре этериал-вейв, что весьма не характерно для классического звучания группы прошлых лет.
Также она является одной из самых любимых песен в репертуаре Duran Duran как среди поклонников, так и среди остальных групп меломанов, в связи с чем и исполняется на каждом концерте группы.

### Написание и запись
Основная гитарная партия песни была придумана гитаристом группы Уорреном Куккурулло, когда тот работал над переработкой песни «First Impression» из предыдущего альбома группы Liberty (1990). В 2005 году музыкант рассказал, что изначально он вместе с клавишником Ником Роудсом и вокалистом группы Bush Гэвином Россдэйлом работал над данной песней в рамках проекта вне Duran Duran, но когда Саймон Ле Бон случайно заглянул в студию и послушал имевшуюся уже к тому моменту инструментальную версию, то она ему настолько понравилась, что музыканты решили её записать от имени своей основной группы. К тому моменту у Ле Бона уже был стих, который он посвятил своей жене Ясмин и предназначался в качестве подарка на её день рождения.
На момент записи «Come Undone» в Privacy Studio в Лондоне бас-гитарист группы Джон Тейлор, являвшийся тогда официальным участником Duran Duran, находился в Лос-Анджелесе. Учитывая обстоятельства, группа приняла решение записать песню без него. Электронная партия баса была прописана Ником Роудсом и продюсером группы Джоном Джонсом.
Партия ударных в песне является семплом из инструментальной композиции «Ashley’s Roachclip» фанк-группы The Soul Searchers 1974 года. Любопытно, что данная партия является одной из самых популярных в различных жанрах музыки и по сей день её семпл используется многими музыкантами при написании композиций.
Для записи женского вокала была приглашена уже сотрудничавшая с группой при записи альбома Notorious (1986) английская певица Тесса Найлз. Помимо работы с Duran Duran, она уже сотрудничала с рядом известных исполнителей в качестве студийной и живой бэк-вокалистки.
Видеоклип в поддержку сингла был снят в Лондонском аквариуме британским режиссёром Джулианом Темплом.

## Версии сингла
В зависимости от формата издания трек-лист и би-сайды могут значительно отличаться друг от друга.
| 7": Parlophone DD 17 (UK) 1. «Come Undone (Edit)» — 4:15 2. «Ordinary World (Acoustic Version)» — 5:05 7": Capitol S7-17316 (US) 1. «Come Undone» — 4:31 2. «Skin Trade» — 4:25 MC: Capitol 4KM 44918 4 (US) 1. «Come Undone (Album Version)» — 4:31 2. «Come Undone (Mix 2 Master)» — 5:26 3. «Time for Temptation» — 4:07 CD: Parlophone CD DDS 17 (UK) 1. «Come Undone (Edit)» — 4:15 2. «Ordinary World (Acoustic Version)» — 5:05 3. «Come Undone (FGI Phumpin' 12»)" — 8:14 4. «Come Undone (La Fin de Siècle)» — 5:25 - Этот CD вышел в двухдисковом издании. CD: Parlophone CD DDP 17 (UK) 1. «Come Undone» — 4:31 2. «Rio» — 5:33 3. «Is There Something I Should Know?» — 4:05 4. «A View to a Kill» — 3:33 - Этот CD был выпущен как иллюстрированный. CD: Capitol C2 0777 7 15969 2 6 (US) 1. «Come Undone (LP Version)» — 4:41 2. «Come Undone (Mix 1 Master)» — 7:23 3. «Skin Trade (Parisian Mix)» — 8:10 4. «Stop Dead» — 4:32 | CD: Capitol C2 0777 7 15981 2 8 (US: «Come Undone 2») 1. «Come Undone (US Remix)» — 4:20 2. «Falling Angel» — 3:54 3. «To the Shore» [alternate version] — 4:03 4. «The Chauffeur» [«Blue Silver» version] — 3:50 - «US Remix» является версией «Churban Mix» - «The Chauffeur» на сингле указана как демоверсия, но на самом деле, она является акустической версией и би-сайдом к синглу «Rio». CD: Capitol DPRO-79660 (US — Promo) 1. «Come Undone (Edit)» — 4:15 2. «Come Undone (Mix 2 Master)» — 5:26 3. «Come Undone (La Fin de Siècle)» — 5:25 4. «Come Undone (Album Version)» — 4:41 CD: Capitol DPRO-79749 (US — Promo: «The Churban Mixes») 1. «Come Undone (Churban Remix)» — 4:17 2. «Come Undone (12» Dub Mix)" — 5:57 3. «Come Undone (Dub Mix)» — 5:04 CD: Part of Singles Box Set 1986—1995 boxset 1. «Come Undone (Edit)» — 4:15 2. «Ordinary World (Acoustic Version)» — 5:05 3. «Come Undone (FGI Phumpin' 12»)" — 8:14 4. «Come Undone (La Fin de Siècle)» — 5:25 5. «Come Undone (Album Version)» — 4:31 6. «Rio» — 5:33 7. «Is There Something I Should Know?» — 4:05 8. «A View to a Kill» — 3:33 |

## Музыканты

### Duran Duran
1. Саймон Ле Бон — вокал и текст
2. Ник Роудс — клавишные, бас
3. Уоррен Куккурулло — гитара

- Бас-гитарист Джон Тейлор не принимал участия в записи.

### Сессионные музыканты
1. Джон Джонс — программирование ударных и баса, клавишные
2. Тесса Найлз — бэк-вокал

## Исполнение на концертах
Вокалистка, исполнившая в студийной версии женскую партию вокала — Тесса Найлз, спела с Duran Duran песню во время концерта в рамках The Greatest-тура на стадионе Уэмбли 21 декабря 1998 года. Это единственный случай, когда она выступала на концерте с группой. На остальных концертах того тура звучала студийная запись её вокала. Duran Duran использовали эту запись вплоть до первых концертов реюнион-тура группы в классическом составе в 2003 году.
В разное время, кроме Тессы Найлз, партию женского вокала исполняли такие бэк-вокалистки, как Ламия (принимала участие в записи альбома The Wedding Album и в туре 1993-94 годов в его поддержку) и Сара Браун (выступление группы на концерте Уэмбли в рамках Reunion-тура 2003-04 годов в апреле 2004 года). Начиная с Astronaut-тура (2005—2006) и по сей день эту партию исполняет студийная и сессионная вокалистка группы — Анна Росс.